# Jeorjos Konsolas
Jeorjos Konsolas, gr. Γεώργιος Κόνσολας (ur. 17 listopada 1990 w Atenach) – grecki wioślarz, mistrz świata.

## Osiągnięcia
- Mistrzostwa świata U-23 – Račice 2009 – dwójka podwójna wagi lekkiej – 4. miejsce.
- Mistrzostwa świata – Poznań 2009 – dwójka podwójna wagi lekkiej – 7. miejsce.
- Mistrzostwa świata – Chungju 2013 – czwórka podwójna wagi lekkiej – 1. miejsce
- Mistrzostwa świata – Amsterdam 2014 – czwórka podwójna wagi lekkiej – 1. miejsce